# Bremerton
Bremerton az Amerikai Egyesült Államok északnyugati részén, Washington állam Kitsap megyéjében elhelyezkedő város. A 2010. évi népszámlálási adatok alapján 37 729 lakosa van.
A Bremertoni Tankerület és a Közép-kitsapi Tankerület által üzemeltetett iskolák mellett egy evangélikus intézmény, valamint egy főiskola is működik a városban.
A városban két újságja (Kitsap Sun és Kitsap Daily News) van.

## Történet

### 1890-es évek
A térség első lakói a suquamish indiánok voltak; más népcsoportok letelepedését az 1855-ös egyezmény tette lehetővé. Bremertont 1891-ben alapította William Bremer német bevándorló. Bremer 1891 áprilisában egy 0,77 négyzetkilométer (190 acre) nagyságú területet 50 dollár/acre áron a haditengerészetnek adott.

### 1900–1950
Bremerton 1901. október 15-én kapott városi rangot; első polgármestere Alvyn Croxton lett. A várossá válás hamarosan problémákhoz vezetett: Charles Hial Darling, a haditengerészet helyettes titkára a prostitúcióra, ópiumkereskedelemre és fegyveres rablásokra hivatkozva a hajók karbantartóállomását Kaliforniába költöztette; emellett a kikötő területét tovább nem növelhették. Croxton a város összes szalont be kívánta záratni, azonban három képviselő ezt meg szerette volna akadályozni. 1904 júniusában a szalonok működési engedélyét visszavonták, Charles Darling pedig újraindította a karbantartóállomást. A szalonok két év múlva újra kinyithattak.
1908-ban megnyílt a könyvtár és a középiskola. Az első világháborúban a tengerészet négyezer főt foglalkoztatott a településen, 1918-ban pedig Bremertonhoz csatolták Manette-et, így az 1920-as népszámláláskor a városnak már 8918 lakosa volt. 1927-ben Charlestont is Bremertonhoz csatolták, így 1930-ban a népesség már meghaladta a tízezer főt.
1930 júniusában átadták a Bremerton és Manette között húzódó, 479 méter hosszú Manette hidat. Az út korábban csak komppal vagy nagyobb kerülővel volt megtehető. A fahidat 1949 októberében egy betonacél műtárgy váltotta, amelyet 2011-ben cseréltek le. 1933 áprilisában helyezték üzembe a ma is álló Hammerhead darut, amely 76 méteres magasságával és 250 tonnás teherbírásával az állam egyik legnagyobb ilyen eszköze.
A második világháborúban az itt tartózkodó hajóépítőkkel együtt a népességszám 80 ezer fő volt, azonban 1950-re ez a szám 27 678 főre csökkent. Az 1940-es években Franklin D. Roosevelt és Harry S. Truman is a városba látogatott. Roosevelt 1942. augusztus 12-én a haditengerészet kikötőjében mondott beszédet; a nyilatkozat alatt állítólag komoly mellkas- és gerincfájdalmai voltak, de az azonnal elvégzett EKG-vizsgálat semmi problémát nem mutatott ki. Truman 1948. június 10-e reggelén az Elks Club erkélyén állva beszélt; a tömegben ekkor hangzott el a „Give ’em hell, Harry!” („Pokolba velük, Harry!”) mondat, melyből később film is készült.
A város két éves képzéseket kínáló főiskolája 1946 őszén nyílt meg; az első diplomaosztó 1948. június 10-én volt. Truman az intézménytől tiszteletbeli diplomát kapott. A főiskola üzemeltetését 1967-ben Washington állam vette át.

### 1950–1990
1956-ban megnyílt a város második középiskolája, emellett 1978-ig két másik középfokú intézmény is működött. A település keleti részének növekedése miatt 1958-ban egy újabb hidat adtak át.
A város fő látványossága 1955-től harminc éven át a USS Missouri csatahajó volt; a járművet 1992. március 31-én leszerelték, 1995. január 12-én pedig törölték a nyilvántartásból. A hajót a USS Missouri Memorial Association 1998-ban Pearl Harborben helyezte el.
Az 1960-as években a vietnámi háború miatt a főiskola előtt tüntetések voltak.

### 1990-től
1994 szeptemberében a tanárok közel egy hónapig sztrájkoltak a tankerületi felügyelő különleges jogokkal való felruházása ellen. 1997 novemberében a Kona Village idősotthonban tűz ütött ki, melynek következtében négyen meghaltak, továbbá 7,5 millió dolláros kár keletkezett.
2000-ben megnyílt a busz- és hajóállomás, hamarosan pedig átadták a városházát is magában foglaló közigazgatási központot. A Waterfront Fountain Park és a Naval History Museum 2007-ben nyílt meg.
A revitalizációs projekt keretében a vízparton új lakások épültek, azonban a lakásokat később az elvártnál alacsonyabb áron tudták csak értékesíteni.

## Éghajlat
A város éghajlata mediterrán (a Köppen-skála szerint Csb).
| Hónap                                   | Jan.  | Feb.  | Már. | Ápr. | Máj. | Jún. | Júl. | Aug. | Szep. | Okt. | Nov.  | Dec.  | Év    |
| --------------------------------------- | ----- | ----- | ---- | ---- | ---- | ---- | ---- | ---- | ----- | ---- | ----- | ----- | ----- |
| Rekord max. hőmérséklet (°C)            | 17,0  | 22,0  | 27,0 | 28,0 | 33,0 | 36,0 | 36,0 | 38,0 | 36,0  | 30,0 | 21,0  | 20,0  | 38,0  |
| Átlagos max. hőmérséklet (°C)           | 8,1   | 9,7   | 12,2 | 14,9 | 18,4 | 21,2 | 24,4 | 24,8 | 21,8  | 15,7 | 10,3  | 7,2   | 15,8  |
| Átlaghőmérséklet (°C)                   | 5,0   | 5,6   | 7,7  | 9,9  | 13,1 | 15,8 | 18,3 | 18,7 | 16,1  | 11,3 | 7,0   | 4,3   | 11,1  |
| Átlagos min. hőmérséklet (°C)           | 1,9   | 1,6   | 3,2  | 4,9  | 7,8  | 10,4 | 12,3 | 12,6 | 10,2  | 6,8  | 3,6   | 1,4   | 6,4   |
| Rekord min. hőmérséklet (°C)            | −11,0 | −11,0 | −7,0 | −2,0 | −3,0 | 3,0  | 5,0  | 4,0  | 1,0   | −3,0 | −12,0 | −14,0 | −14,0 |
| Átl. csapadékmennyiség (mm)             | 226   | 153   | 151  | 91   | 62   | 43   | 22   | 26   | 39    | 124  | 239   | 256   | 1432  |
| Forrás: Western Regional Climate Center |       |       |      |      |      |      |      |      |       |      |       |       |       |

## Népesség
A 2010-es népszámláláskor a városnak 31 729 lakója, 14 932 háztartása és 7853 családja volt. A népsűrűség 430,2 fő/km2. A lakóegységek száma 17 273, sűrűségük 234,2 db/km2. A lakosok 74%-a fehér, 6,7%-a afroamerikai, 2%-a indián, 5,5%-a ázsiai, 1,3%-a a Csendes-óceáni szigetekről származik, 2,8%-a egyéb, 7,6%-a pedig kettő vagy több etnikumú. A spanyol vagy latino származásúak aránya 9,6% (   )
A háztartások 27,5%-ában élt 18 évnél fiatalabb. 34,4% házas, 12,9% egyedülálló nő, 5,3% egyedülálló férfi, 47,4% pedig nem család. 37,3% egyedül élt; 12,2%-uk 65 éves vagy idősebb. Egy háztartásban átlagosan 2,24 személy élt; a családok átlagmérete 2,93 fő.
A medián életkor 31,9 év volt. A város lakóinak 19,5%-a 18 évesnél fiatalabb, 17,1% 18 és 24 év közötti, 29%-uk 25 és 44 év közötti, 22,5%-uk 45 és 64 év közötti, 11,9%-uk pedig 65 éves vagy idősebb. A lakosok 53,1%-a férfi, 49,6%-a pedig nő.

## Nevezetes személyek

### Művészet
- Adelaide Hawley Cumming, rádiós műsorvezető[25]
- Avram Davidson, író és kritikus[26]
- Ben Gibbard, zenész[27]
- Brent David Fraser, színész[28]
- Buddy Knox, énekes és dalszerző[29]
- Clayton Kauzlaric, játéktervező[30]
- Dan Attoe, festő és szobrász[31]
- Dorothy Provine, énekes és táncos[32]
- Douglas Kahn, történész[33]
- Elizabeth George, író[34]
- Gary Miranda, költő[35]
- Geologic, rapper[36]
- Heather Young, színész[37]
- Howard Duff, színész[38]
- Jill Banner, színész[39]
- Joe Pichler, színész[40]
- Mike Herrera, basszusgitáros[41]
- Pat O’Day, rádiós bemondó[42]
- Steven Holl, építész[43]
- Tom Wisniewski, zenész[44]
- Travis Darkow, író[45]
- Quincy Jones, zenei producer[46]
- Yuri Ruley, zenész[44]

### Politika
- Bob Ballinger, az arkansasi képviselőház tagja[47]
- Francis Cogswell, a haditengerészet kapitánya[48]
- Frank Chopp, a washingtoni képviselőház elnöke[49]
- Mike Enzi, wyomingi szenátor[50]
- Norm Dicks, kongresszusi képviselő[51]

### Sport
- Alex Smith, NFL-játékos[52]
- Benji Olson, NFL-játékos[53]
- Buddy Allin, golfjátékos[54]
- Champ Summers, baseballjátékos[55]
- Chuck Broyles futballedző[56]
- Dana Kirk, úszó[57]
- George Bayer, golfjátékos[58]
- John Stroeder, kosárlabdázó[59]
- Kevin Sargent, NFL-játékos[60]
- Marc Wilson, NFL-játékos[61]
- Marvin Williams, NBA-játékos, a Marvin Williams Recreational Center névadója[62]
- Mike Levenseller, amerikaifuitball-játékos[63]
- Nathan Adrian, úszó[64]
- Rondin Johnson, MLB-játékos[65]
- Tara Kirk, úszó[57]
- Ted Tappe, baseballjátékos[66]
- Willie Bloomquist, baseballjátékos[67]

### Egyéb
- Bill Gates Sr., ügyvéd, a Microsoft-alapító Bill Gates apja[68]
- L. Ron Hubbard, a szcientológia alapítója[69]
- Margaret Grubb, L. Ron Hubbard első felesége[70]

## Testvérváros
- Kure, Japán[71]

## Fordítás
Ez a szócikk részben vagy egészben  a   Bremerton, Washington című angol Wikipédia-szócikk ezen változatának fordításán alapul.  Az eredeti cikk szerkesztőit annak laptörténete sorolja fel. Ez a jelzés csupán a megfogalmazás eredetét és a szerzői jogokat jelzi, nem szolgál a cikkben szereplő információk forrásmegjelöléseként.